# Лавечко-Нове
Лавечко-Нове (пол. Ławeczko Nowe) — село в Польщі, у гміні Пшиленк Зволенського повіту Мазовецького воєводства.
Населення — 92 особи (2011).
У 1975-1998 роках село належало до Радомського воєводства.

## Демографія
Демографічна структура станом на 31 березня 2011 року:
|          | Загалом | Допрацездатний вік | Працездатний вік | Постпрацездатний вік |
| -------- | ------- | ------------------ | ---------------- | -------------------- |
| Чоловіки | 45      | 12                 | 27               | 6                    |
| Жінки    | 47      | 14                 | 20               | 13                   |
| Разом    | 92      | 26                 | 47               | 19                   |